# Pont Louis-Philippe
Pont Louis-Philippe er en bro, der krydser Seinen i Paris, og forbinder Quai de Bourbon på øen Île Saint-Louis med Le Marais-distriktet i Paris' 4. arrondissement på den højre Seinebred.

## Historie
Den 29. juli 1833, for at fejre "Trois Glorieuses" (de tre gloværdige dage i Julirevolutionen), lagde Ludvig-Filip af Frankrig den første sten til en tidligere navneløs hængebro beliggende på udvidelsen af Rue du Pont Louis-Philippe. Broen blev opført af den franske ingeniør Marc Seguin og hans brødre, og den krydsede Seinen til Île Saint-Louis. Broen blev åbnet for trafik et år senere, den 26. juli 1834. Efter Februarrevolutionen i 1848 (hvor broen og dets toldhus blev brændt), blev den genopført dog uden toldhus og omdøbt "Pont de la Réforme" - et navn den holdte indtil 1852.
På grund af den stigende trafik, blev broen revet ned og erstattet med den nuværende konstruktion i 1860. Den nye konstruktion, en buebro, var bygget af ingeniørerne Edmond-Jules Féline-Romany og Jules Savarin mellem august 1860 og april 1862, lidt længere opstrøms end dens forgænger. Pont Louis-Philippe blev indviet i april 1862.
Spandrellerne over de fire meter brede pyloner i Seinen er dekorerede med laurbærkranse i sten omkring rosetter i metal. Den eneste modifikation siden opførelsen (ulig den meget modificerede Pont de Bercy opført samtidig) var udskiftningen af stengelænderet, som var meget beskadiget af forurening, med replikationer i 1995.

## Eksterne links
- Wikimedia Commons har flere filer relateret til Pont Louis-Philippe
- (På fransk) Structurae

48°51′14″N 2°21′16″Ø / 48.85389°N 2.35444°Ø